# Neoseiulus mumae
Neoseiulus mumae är en spindeldjursart som först beskrevs av A.M.El-Tabey Shehata och Zaher 1969.  Neoseiulus mumae ingår i släktet Neoseiulus och familjen Phytoseiidae. Inga underarter finns listade i Catalogue of Life.